# Flower (倖田來未單曲)
《flower》為2005年8月10日發行之日本歌手倖田來未第17張單曲。

## 解說
- 業界首次的小說形象歌曲，造成話題。
- 封面未用倖田的圖像。
- 500日圓的特別價格。

## 發行版本
- CD ONLY

## 曲目
1. flower
Yoshi小說「恋バナ」形象歌曲。
2. flower （acoustic version）
3. flower （Instrumental）
4. flower （acoustic version） （Instrumental）